# Peugeot Typ 172

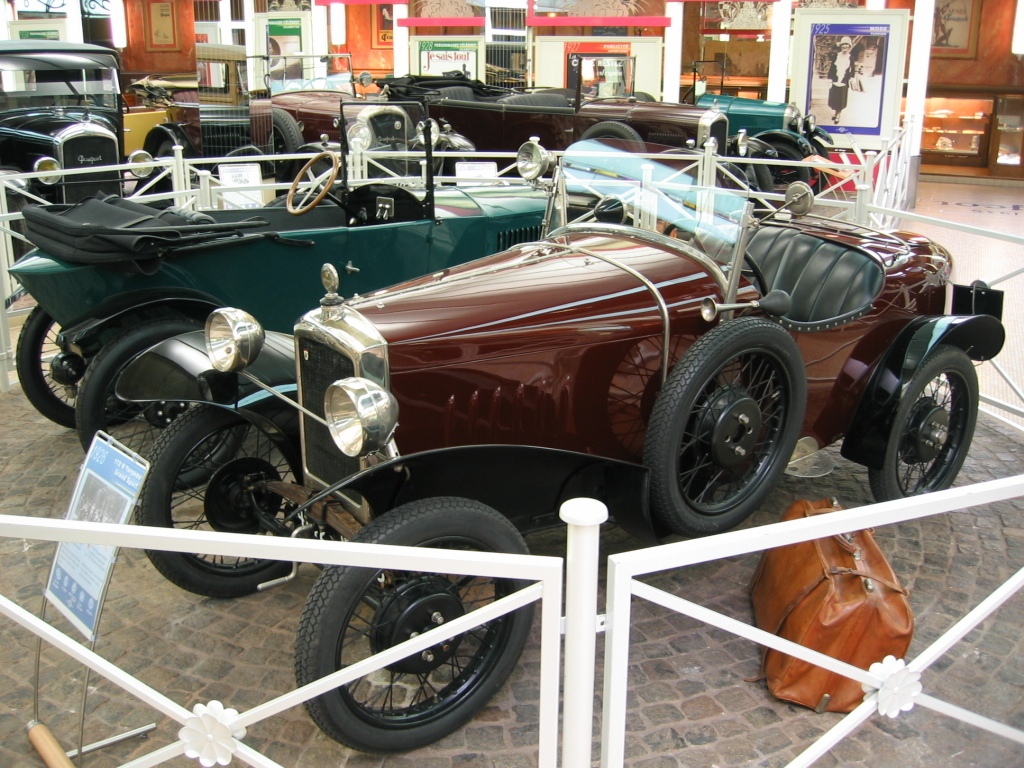
Peugeot Typ 172 im Peugeot-Museum Sochaux

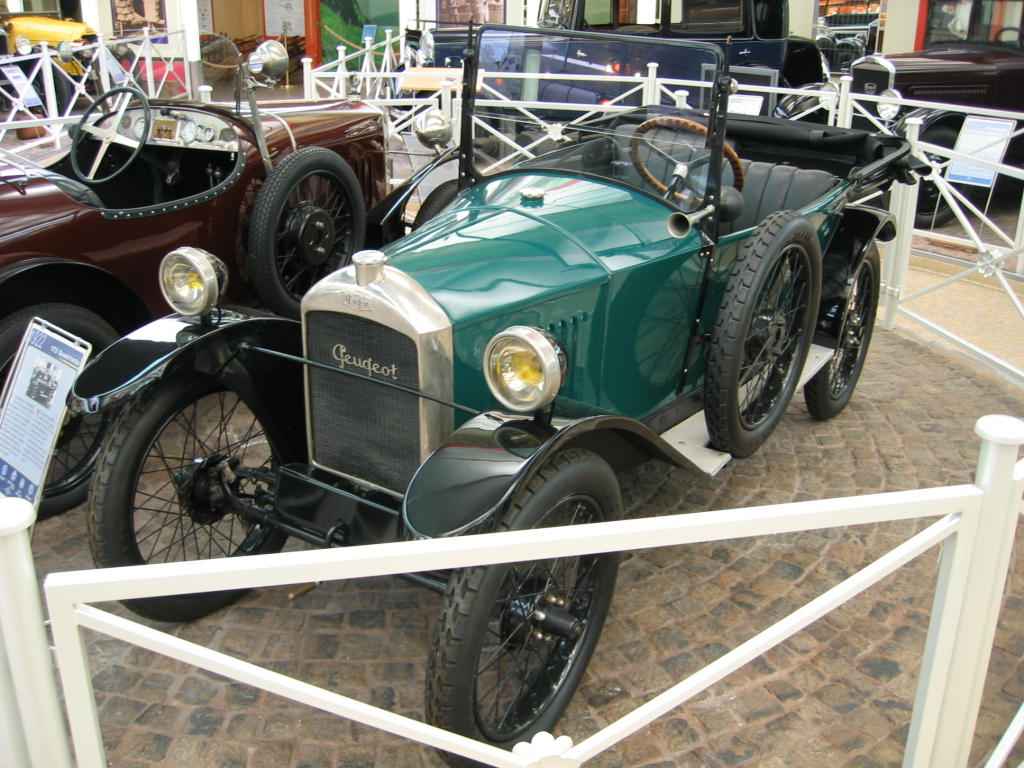
Peugeot Typ 172 im Peugeot-Museum Sochaux

Der Peugeot Typ 172 ist ein Automodell des französischen Automobilherstellers Peugeot, von dem von 1922 bis 1929 in den Werken Beaulieu und Sochaux 57.932 Exemplare produziert wurden.
Das Modell, das zumindest von 1922 bis 1924 auch als Quadrilette bezeichnet wurde, war der Nachfolger des Peugeot Typ 161.
Die Fahrzeuge besaßen einen Vierzylinder-Viertaktmotor, der vorne angeordnet war und über Kardan die Hinterräder antrieb.
| Modell | Baujahre  | Hubraum             | PS          | Radstand | Spurbreite                           | Fahrzeuglänge     | Fahrzeugbreite | Fahrzeughöhe      | Karosserieform                                                                   | Exemplare |
| ------ | --------- | ------------------- | ----------- | -------- | ------------------------------------ | ----------------- | -------------- | ----------------- | -------------------------------------------------------------------------------- | --------- |
| 172    | 1922–1924 | 667 cm³             | 11          | 227 cm   | 94,4 cm (vorne) und 94,6 cm (hinten) | 315 cm            | 120 cm         | 165 cm            | Quadrilette                                                                      | 8.705     |
| 172 BC | 1924–1925 | 667 cm³ und 720 cm³ | 11 und 11,5 | 227 cm   | 97,1 cm (vorne) und 96,6 cm (hinten) | 322 cm            | 126 cm         | 165 cm            | Cabriolet, Torpedo, Kleinlieferwagen, Landaulet                                  | 7.084     |
| 172 BS | 1924      | 720 cm³             | 11,5        | 227 cm   | 94,5 cm                              | 298 cm            | 122,3 cm       |                   | Quadrilette grand sport                                                          | 100       |
| 172 M  | 1927–1928 | 695 cm³             | 12 und 14   | 226,8 cm | 106 cm                               | 298 cm            | 122,3 cm       |                   | Torpedo Cabriolet, Innenlenker, Faux Cabriolet, Cabriolet, Lieferwagen mit Plane | 11.970    |
| 172 P  | 1925      | 720 cm³             | 12          |          |                                      |                   |                |                   |                                                                                  | 61        |
| 172 R  | 1925–1927 | 720 cm³             | 12          | 227 cm   | 97,1 cm (vorne) und 96,6 cm (hinten) | 340 cm            | 125 cm         | 165 cm            | Torpedo-Cabriolet, Innenlenker, Torpedo grand sport, Lieferwagen mit Plane       | 27.119    |
| 172 RE | 1926–1928 | 950 cm³             | 20          | 227 cm   | 97,1 cm (vorne) und 96,6 cm (hinten) | 298,3 cm          | 119,5 cm       |                   | Torpedo, Torpedo-Cabriolet, Cabriolet, Innenlenker, Lieferwagen mit Plane        | 781       |
| 172 S  | 1928–1929 | 695 cm³             | 12 und 14   | 226,8 cm | 104,2 cm (vorne) und 106 cm (hinten) | 310 cm bis 370 cm | 130 cm         | 162 cm bis 166 cm | Torpedo-Cabriolet, Innenlenker, Faux Cabriolet, Cabriolet, Lieferwagen mit Plane | 2.112     |